# Torre Chiapas
La Torre Chiapas est un gratte-ciel de 104 mètres de hauteur construit à Tuxtla Gutiérrez dans l'état du Chiapas dans le sud du Mexique de 2009 à 2010.
Il abrite des bureaux gouvernementaux.
En 2024 c'est le plus haut immeuble de Tuxtla Gutiérrez et de l'état du Chiapas.
Son architecte est Cesar Pelli.